# Афинодор Кананит
Афинодор Кананит (др.-греч. Ἀθηνόδωρος Κανανίτης; ок. 74 до н. э. — 7 г. н. э.) — философ-стоик. Родился в Канане около Тарса. Он был студентом у Посидония и учителем Октавиана Августа в Аполлонии.
В 44 г. до н. э. последовал за Октавианом в Рим, где продолжил его обучение. Позднее вернулся в Тарс.
Афинодора описывает Плиний Младший, который рассказывает о найме Афинодором дешёвого дома в Афинах. Афинодор был доволен новым домом за низкую плату. Поздней ночью, когда Афинодор писал философское сочинение, к нему явилось привидение, обвязанное цепями, и поманило следовать за ним. Дух привёл его во двор, где внезапно исчез. Афинодор отметил место и на следующий день получил разрешение произвести раскопки. Был найден скелет старика, опутанный цепями. После захоронения скелета привидение больше в доме не появлялось.
Страбон, Цицерон и Евсевий Кесарийский высоко ценили труды Афинодора. Ему приписывают следующие произведения:
- Произведение, направленное против категорий Аристотеля (иногда также приписывают Афинодору Кордилиону).
- История Тарса.
- Посвящённое Октавии Младшей.[2]
- О рвении и юности (греч. περί σπουδη̃ς και παιδείας).
- Рассуждения (греч. περίπατοι).

Ни одно из этих произведений не сохранилось, но он также помогал Цицерону в написании его De Officiis и предполагают, что этот труд повлиял на Сенеку и Апостола Павла. После смерти Афинодора в Тарсе проводились ежегодные фестивали в его честь.